# Paul John Knowles
Paul John Knowles (25 de abril de 1946 - 18 de dezembro de 1974), também conhecido como o Assassino Casanova, foi um assassino em série americano ligado às mortes de 18 pessoas em 1974, apesar de ter reclamado ter tirado 35 vidas.

## Infância
Nascido em Orlando, Flórida, o seu pai colocou-o em casas de acolhimento e reformatórios depois de ter sido condenado por um crime. Knowles foi preso pela primeira vez aos 19 anos, e nos anos seguintes, passou mais anos na prisão. No início do ano de 1974, Knowles estava preso na prisão de Raiford, Flórida (conhecida como Florida State Prison) quando se começou a corresponder com uma mulher divorciada em São Francisco chamada Angela Covic, que fez uma viagem até à prisão para o visitar. Quando chegou, Knowles pediu Covic em casamento. Após ela ter aceite a proposta, ela ficcou determinada em tirar Knowles da prisão, pagando aos advogados. Após a sua libertação, Knowles voou diretamente para a Califórnia para estar com ela. Após um vidente a ter avisado que estaria a entrar um homem perigoso na sua vida, Covic acabou a relação e cancelou o casamento.
Apesar de nunca ter sido verificado, Knowles diz ter matado três pessoas nas ruas de São Francisco na noite em que Covic terminou a relação. Devastado com a rejeição, Knowles voltou a Jacksonville, Flórida. Foi logo preso, depois de ter esfaqueado um empregado de mesa durante uma luta, mas arrombou a fechadura da sua cela de dentenção e escapou em 26 de julho de 1974.

## Assassinatos
Apesar da sua libertação da prisão, Knowles seguiu uma onda de mortes por todo o país, começando em Jacksonville na mesma noite da sua fuga. Knowles assaltou a casa de uma mulher de 65 anos chamada Alice Curtis. Amarrou-a e amordaçou-a, e depois procurou a sua casa por dinheiro e outros suplementos que pudesse usar ou vender. Curtis mais tarde sufocou até à morte na sua própria dentadura, não se sabendo se isso aconteceu enquanto Knowles ainda lá estava ou depois de já ter saído da residência.
Knowles também roubou o seu Dodge Dart mas também percebeu que a polícia o tinha ligado à morte e tinham-no dado como procurado por ter fugido. Na estrada onde tencionava abandonar o carro, reconheceu familiares Lillian e Mylette Anderson. Lillian tinha 11 anos e a irmã Mylette tinha apenas 7 anos. Com medo que o identificassem, raptou-as às duas, estrangulou-as e enterrou os seus corpos num pântano próximo. Os seus corpos apenas foram recolhidos cerca de 5 meses depois, em Janeiro, depois de Knowles ter confessado o crime. Ele não abandonou o carro naquela altura.
Pouco depois disto, Knowles disse ter encontrado uma adolescente que estava a caminhar e matou-a sem qualquer razão: não identificado por décadas. Em 21 de dezembro de 2011, o Centro de Investigação da Georgia lançou uma declaração que tinha sido identificada como uma rapariga de 13 anos chamada Ima Jean Sanders que tinha fugido de Beaumont, Texas em julho de 1974 para Warner Robins, Georgia e tinha desaparecido em 1 de agosto de 1974, de Warner Robins, Georgia.
No dia antes das irmãs Anderson desaparecerem em 2 de agosto de 1974, Knowles conheceu Marjorie Howie, de 49 anos, em Atlantic Beach, Florida. Ela ou o convidou ou foi obrigada por ele a irem para o apartamento de Marjorie, onde ele a estrangulou com uma meia de nylon. Diz-se que ele roubou a sua televisão, que mais tarde deu a uma ex-namorada.
Próximo do fim de agosto, Knowles apareceu em Musella, Georgia, e forçou entrada em casa de Kathie Sue Pierce, que estava em casa com o seu filho de 3 anos. Knowles usou um fio do telefone para a estrangular na casa de banho, mas deixou o seu filho fisicamente bem.
Em 3 de setembro de 1974, Knowles deu entrada em Scott's In (motel), um pub à beira da estrada perto de Lima, Ohio e conheceu William Bates, de 32 anos, executivo da Ohio Power Company. O empregado do bar, que conhecia Bates, lembra-se que Bates e um jovem ruivo tomaram algumas bebidas naquela tarde e saíram juntos. A mulher de Bates deu-o como desaparecido, e a polícia percebeu que o seu carro também tinha desaparecido. Perto do bar, a polícia encontrou um Dodge Dart que foi, consequentemente, associado a Alice Curtis. Em Outubro, o corpo nu de Bates foi encontrado. Tinha sido estrangulado e deixado na floresta.
Agora a conduzir o carro de Bates, mudou-se para um acampamento em Ely, Nevada, onde em 18 de setembro de 1974, atou e matou dois campistas idosos, Emmett e Lois Johnson. Como parecia uma assassinato aleatório, não existiam pistas até mais tarde, Knowles ter confessado o crime, dizendo que usou os seus cartões de crédito, durante um período de tempo, para pagar as despesas.
Em 21 de setembro de 1974, a onda de mortes de Knowles continuou, desta vez em Seguin, Texas. Aí, encaminhou-se para uma motociclista sem recursos chamada Charlynn Hicks, que raptou, violou antes de a estrangular com a sua própria roupa interior e arrastou o seu corpo por uma cerca de arame farpado. O seu corpo foi encontrado 4 dias depois.
Viajando depois para Birmingham, Alabama, Knowles conheceu a esteticista Ann Dawson em 23 de setembro de 1974. Não é percetível se a raptou ou viajou com ela voluntariamente, mas ela pagou as suas contas enquanto viajavam juntos até Knowles a matar em 29 de setembro de 1974. Knowles disse ter largado o seu corpo no rio de Mississipi, mas nunca foi encontrado.
Knowles chegou a Marlborough, Connecticut em meio de outubro de 1974, onde continuou a matar. Entrou na casa de Karen Wine e da sua filha de 16 anos Dawn em 16 de outubro, onde as atou e violou, antes de as matar com uma meia de nylon. O único objeto que faltava em sua casa, era uma cassete de vídeo.
Em 18 de outubro, Knowles tinha ido para Woodford, Virginia, onde entrou à força na casa de Doris Hosey de 53 anos e disparou sobre ela, matando-a, com a espingarda do marido, depois, limpou as suas impressões digitais da arma e colocou-a ao lado do corpo. Mais tarde, a polícia não encontrou sinais de roubo que lhe desse um motivo para o crime.
Ainda a conduzir o carro roubado de William Bates, Knowles apanhou dois caminhantes em Key West, Florida com a intenção de os matar a ambos, mas o plano não correu bem quando um polícia o mandou parar por uma violação da estrada. Sem saber com quem estava a lidar, o polícia deixou Knowles seguir, apenas com um aviso. Abalado com a experiência, Knowles teve misericórdia pelas suas vítimas e deixou-as em Miami, Florida contactando o seu advogado. Rejeitou a sugestão do advogado de se entregar, mas combinou reunir-se com ele tempo suficiente, apenas para lhe dar uma cassete com a sua confissão. Fugiu da cidade, antes da polícia ter sido avisada da sua presença.
Em 6 de novembro, em Milledgeville, Georgia, Knowles ficou amigo de Carswell Carr e foi convidado por Carr para passar a noite em sua casa. Após algumas bebidas, esfaqueou Carr até à morte e estrangulou a filha de Carr de 15 anos. Depois de matar a rapariga, Knowles tentou violá-la, mas não conseguiu. Na véspera da sua viagem para Macon, Knowles também foi suspeito da morte de Edward Hilliard, a 2 de Novembro, encontrado num bosque próximo, e da sua companheira Debbie Griffin, de quem o corpo nunca foi recuperado.
Enquanto andava de bar em bar em Atlanta, em 8 de novembro, Knowles conheceu a jornalista britânica Sandy Fawkes, impressionando-a com a sua magreza. Passaram a noite juntos, mas, segundo Fawkes, nos dias seguintes, Knowles não conseguiu ter relações com ela, sugerindo uma eventual impotência sexual. Separaram-se a 10 de Novembro mas, no dia seguinte, Knowles apanhou uma pessoa próxima de Fawkes, Susan MacKenzie, e forçou-a a ter sexo com ele com ameaça de arma. Ela escapou e avisou a polícia, mas quando a polícia tentou pará-lo, Knowles apontou-lhes a arma e conseguiu fugir.
Dias depois, em West Palm Beach, Florida,arrombou a casa de uma mulher inválida chamada Beverly Mabee, onde raptou a sua irmã e roubou o seu carro. A partir daí, viajou para Fort Pierce, Florida, chegando na noite seguinte. Por razões desconhecidas, largou a sua refém sem qualquer mal feito.
Na manhã de 17 de novembro, o polícia Charles Eugene Campbell reconheceu o carro roubado perto de Perry, Florida e tentou prendê-lo, mas após ter sido mandado parar, Knowles conseguiu lutar com o polícia e tirar-lhe a arma. Tomando Campbell como refém, conduziu para longe no carro de patrulha, usando mais tarde as sirenes para mandar para o motorista James Meyer, de forma a roubar-lhe outro carro e continuar a conduzir de uma forma menos suspeita. Agora com dois prisioneiros, Knowles levou os homens para uma área remota em Pulaski County, Georgia e algemou-os a uma árvore antes de lhes dar um tiro na cabeça à queima-roupa. Mais tarde, Knowles tentou ir contra uma barreira da polícia em Henry County, Georgia, mas perdeu o controlo do veículo e foi embater numa árvore. Escapou do carro a pé e disparou tiros contra os polícias em perseguição. Foi uma grande perseguição, com Knowles perseguido pelos cães, vários polícias de várias agências e helicópteros. Foi finalmente encurralado por um civil armado com uma espingarda, vários km da área de busca, que levou Knowles para uma residência próxima, onde chamou a polícia. Knowles estava fora do perímetro estabelecido para as buscas e teria escapado se não fosse as ações dos civis. A onda de crimes de John Paul Knowles tinha chegado ao fim.
Uma vez preso, Knowles reclamou ser responsável por 35 assassinatos, mas apenas 18 foram comprovados.

## Morte
Em 18 de dezembro de 1974, o Xerife Earl Lee e o o agente do FBI Ronnie Angel estavam a conduzir Knowles pela I-20, que estava algemado no banco de trás. O seu destino era Henry County, Georgia, onde Knowles tinha, através dos media, admitido ter largado uma pistola que tinha tirado de Charles Eugene Campbell, matando-o mais tarde com essa mesma arma. O polícia disse que "Knowles agarrou a pistola de Lee, carregando-a através do coldre e enquanto Lee estava a lutar com Knowles e tentava manter o controlo do carro, Angel disparou 3 tiros no peito de Knowles, matando-o instantaneamente".

## Vítimas
- Alice Curtis era uma residente de Jacksonville, Florida, com 65 anos. Knowles apanhou-a em 26 de julho de 1974, enquanto a roubava. Sufocou-a com a mordaça;
- Lillian and Mylette Anderson, com 11 e 7 anos respetivamente, foram estranguladas no início de agosto de 1974. Os seus corpos foram encontrados 5 meses depois, após a confissão;
- Marjorie Howe vivia em Atlantic Beach, Florida. Foi estrangulada com uma meia de nylon. O motivo, aparentemente, foi para Knowles lhe roubar a televisão;
- Ima Jean Sanders tinha 13 anos e tinha fugido de Beaumont, Texas que Knowles apanhou  em Warner Robins, Georgia, e violou e estrangulou;
- Kathy Pierce foi estrangulada com um fio do seu telefone em 23 de agosto de 1974. O seu filho de 3 anos, também presente, ficou ileso;
- William Bates foi morto em 3 de setembro depois de terem bebido umas bebidas em Lima, Ohio. O seu corpo não foi encontrado até Outubro. O seu carro, dinheiro e cartões de crédito foram roubados por Knowles;
- Emmett e Lois Johnson estavam a acampar em Ely, Nevada, quando Knowles os assassinou aos dois em 18 de setembro;
- Charlynn Hicks foi morta em 21 de setembro. A sua moto tinha avariado em Seguin, Texas. Knowles violou-a antes de a estrangular e arrastar o seu corpo por arame farpado;
- Ann Dawson, de Birmingham, Alabama, conheceu Knowles em 23 de setembro. Viajaram juntos durante uns tempos, até Knowles a ter morto em 29 de setembro. O seu corpo nunca foi encontrado;
- Karen Wine e a sua filha de 16 anos, foram mortas em 16 de outubro. Foram ambas amarradas, violadas e estranguladas com uma meia de nylon. Foram encontradas pela filha mais velha de Wine Cheryl, Uma cassete de vídeo tinha desaparecido da sua casa;
- Doris Hovey tinha 53 anos e vivia em Woodford, Virginia. Levou um tiro de Knowles com a espingarda do seu marido, em 19 de outubro;
- Carswell Carr e a sua filha conheceram Knowles a 6 de Novembro em Milledgeville, Georgia, e foi convidou-o para a sua casa. Consequentemente, Knowles esfaqueou Carr, que teve um ataque cardíaco antes de Knowles estrangular a sua filha. Tentou violar o corpo da filha mas não conseguiu;
- Edward Hilliard e Debbie Griffin estavam a caminhar perto de Milledgeville, Georgia, em 2 de novembro. O corpo de Hilliard foi encontrado perto do bosque mas os restos de Griffin nunca foram encontrados. Não foi provado que Knowles os tenha assassinado, mas esteve sob grande suspeita;
- Charles Eugene Campbell foi raptado enquanto fazia patrulha em Perry, Florida e levou um tiro de Knowles em Pulaski County, Georgia;
- James Meyer era um homem de negócios que Knowles tomou refém juntamente com Campbell. Knowles algemou-os a uma árvore e deu-lhes um tiro com a arma de Campbell.